# Lawrence Sydney Nicasio
Lawrence Sydney Nicasio (n. 5 septembrie 1956, Belize City, Belize District⁠(d), Belize – d. 1 ianuarie 2024, Belize City, Belize District⁠(d), Belize) a fost un duhovnic din Belize și episcop romano-catolic din Dioceza Romano-Catolică din Belize City-Belmopan .

## Biografie
Lawrence Sydney Nicasio s-a născut pe 5 septembrie 1956  și provenea dintr-o familie Garifuna.  A urmat liceul Augustine din orașul său natal Dangriga și a absolvit Colegiul Profesorilor din Belize City. Apoi a predat la diferite școli și a fost numit director al școlilor catolice din districtul Toledo. 
În 1981 a început să studieze filosofia la Cardinal Glennon College din Shrewsbury, Missouri, după care a urmat studiile la colegiul de teologie pe același teren, Kenrick Theological Seminary, lângă St. Louis.  La 16 iunie 1989, a fost hirotonit.  A fost vicar în Belmopan timp de 13 ani, din 1991 până în 2004, pastor în Orange Walk Town, iar apoi pastor la două biserici suburbane din Belize City: Sf. Ignatie (2005–2008) și Sf. Ioan Vianney (2008-2013). 
La 26 ianuarie 2017, Papa Francisc a acceptat demisia episcopului Dorick M. Wright și l-a numit pe Nicasio noul episcop al Belize City-Belmopan.    A primit sfințirea episcopală de la Nunțiul Apostolic din Belize, Arhiepiscopul Léon Kalenga Badikebele, pe 13 mai 2017. Co-consacratori au fost Arhiepiscopul de Nassau, Patrick Christopher Pinder, și Fernand J. Cheri, OFM, Episcop auxiliar din New Orleans.
Nicasio a murit de cancer la reședința sa din Belize City, la 1 ianuarie 2024, la vârsta de 67 de ani. 

## Legături externe
- Ierarhia catolică: episcopul Lawrence Sydney Nicasio